# Selaginella chaii
Selaginella chaii är en mosslummerväxtart som beskrevs av Anthony Clive Jermy.
Selaginella chaii ingår i släktet mosslumrar och familjen mosslummerväxter. Inga underarter finns listade i Catalogue of Life.